# Ilídio Coelho
Ilídio Coelho, född 23 juli 1960, är en angolansk friidrottare. Han deltog vid olympiska sommarspelen 1980.